# 수색동
수색동(水色洞)은 서울특별시 은평구의 법정동이다. 지역적으로 한강 하류에 위치한 수색동은 예부터 물과 깊은 인연이 있던 곳으로 ‘물치’, ‘무르치’라는 우리말에서 음이 변하고 이를 한자로 표기한 것이 ‘수색’, ‘수생리’로 표기하였다.

## 연혁
- 1394년-1914년: 한성부 성저십리 연희방 수색리, 안양동
- 1914년-1949년: 고양군 연희면 수색리
- 1949년 : 서울특별시 서대문구 수색리 편입.
- 1950년 : 수색동으로 명칭 변경
- 1979년 : 신설된 은평구로 이속.

## 지리
수색로와 접하고 일산, 행신 지구 등 신도시의 관문에 위치하고 인접 지역은 동북쪽에 증산동이 위치해 있고 남쪽에는 상암동과 성산동, 중동이 차례로 이어져 있으며 서쪽으로는 경기도 고양시 덕양구 대덕동, 화전동 등이 있다. 여기서 교외로 나가는 경의선 철도 정차역인 수색역이 있는 곳이기도 하다. 현재 수색동 일원에 수색증산뉴타운 사업이 진행 중이며 2023년 7월 완료될 예정이다.

## 교육
- 서울수색초등학교

## 사진

수색동주민센터 구 청사 (수색증산뉴타운 사업으로 현재 철거됨)

## 아파트
| 단지명                    | 건설사                            | 시행사                                     | 주소                 | 입주        | 비고              |
| ------------------------- | --------------------------------- | ------------------------------------------ | -------------------- | ----------- | ----------------- |
| DMC 파인시티자이          | 지에스건설㈜                      | 수색6재정비촉진구역 주택재개발정비사업조합 | 은평구 은평터널로 15 | 2023년 7월  | 수색6구역 재개발  |
| DMC 아트포레자이          | 지에스건설㈜                      | 수색7재정비축진구역 주택재개발정비사업조합 | 은평구 은평터널로 27 | 2023년 6월  | 수색7구역 재개발  |
| DMC SK VIEW               | 에스케이에코플랜트㈜              | 수색9재정비촉진구역 주택재개발정비사업조합 | 은평구 수색로 216    | 2021년 10월 | 수색9구역 재개발  |
| DMC SK VIEW 아이파크 포레 | 에스케이에코플랜트㈜ 현대산업개발 | 수색13재정비촉진구역 주택재개발정비조합    | 은평구 수색로 322    | 2023년 8월  | 수색13구역 재개발 |
| DMC 롯데캐슬 더 퍼스트    | 롯데건설                          | 수색4재정비촉진구역 주택재개발정비사업조합 | 은평구 수색로 300    | 2020년 7월  | 수색4구역 재개발  |